# Кевін Беррі (плавець)
Кевін Беррі (англ. Kevin Berry; 10 квітня 1945 — 7 грудня 2006) — австралійський плавець.
Олімпійський чемпіон 1964 року, учасник 1960 року.
Переможець Ігор Співдружності 1962 року.